# Златогорська Ольга Володимирівна
Ольга Златогорська — сучасна російська письменниця в жанрі фантастики.
Ольга Володимирівна Златогорська народилася 1972 року в Смоленську. Має вищу освіту педагога-психолога. Цікавилася питаннями взаємодії дітей та дорослих, створила перший у Смоленську клуб любителів фантастики «Сириус-7», працювала вожатою в «Артеку», потім психологом у м. Кірові Калузької області. 
З 2006 року займається літературною діяльністю. Член Спілки письменників Москви.  Публікувалася в журналах «Пионер», «Кукумбер», газеті «Пионерская правда». Брала участь у тенетних конкурсах «Сорванная башня» (1 і 2 місця), «Заповедник сказок" (1, 2, 3 місця), «Бес сознательного» (фіналіст), конкурс журналу «РБЖ-Азимут» (2 та 8 місця), «Ужас-2006» (фіналіст).
2009 року у видавництві «Астрель» вийшла авторська збірка «Выдумщик с третьей парты».
Лауреат Гайдарівської премії, лауреат міжнародної дитячої літературної премії імені В. П. Крапівіна, призер Третього міжнародного конкурсу дитячої літератури імені Олексія Толстого

## Твори
- «Мышка бежала, хвостиком махнула…» [Архівовано 5 березня 2012 у Wayback Machine.] Конкурс журналу "РБЖ-Азимут", 2 місце. Надруковано в журналі «Пионер» №7, 2009.
- «Ответчик» [Архівовано 5 березня 2012 у Wayback Machine.] Конкурс «Сорванная Башня», 1 місце.
- «Протяни мне руку» Конкурс «Сорванная Башня», 2 місце.
- «Машка» [Архівовано 20 січня 2012 у Wayback Machine.] Конкурс у "Заповеднике сказок", 2 місце.
- «Силовой прием» Увійшов у авторський збірник «Выдумщик с третьей парты».
- «Когда наступит рассвет»
- «Фамильный „Секрет“» [Архівовано 5 березня 2012 у Wayback Machine.] Надруковано в журналі «Пионер» у 2006. Увійшов у авторський збірник «Выдумщик с третьей парты».
- «Папа, хочу рисовать!» Третє місце в «Заповеднике сказок».
- «Кто как обзывается, тот сам так называется!» [Архівовано 5 березня 2012 у Wayback Machine.] Надруковано в журналі «Кукумбер» у 2007.
- «Крысолов» Шорт-листер конкурсу «Бес сознательного»; третє місце в "Заповеднике сказок".
- «Сказок не бывает» [Архівовано 20 січня 2012 у Wayback Machine.] Конкурс в "Заповеднике сказок", 3 місце.
- «Калейдоскоп» [Архівовано 14 жовтня 2009 у Wayback Machine.] Фантастична повість у співавторстві. Надрукована в журналі «Пионер» у 2008.
- «Вначале было слово» [Архівовано 5 березня 2012 у Wayback Machine.] Оповідання.
- «Подарок великого земляка» [Архівовано 28 серпня 2011 у Wayback Machine.] Перше місце в "Заповеднике сказок".
- «Признанный гений» [Архівовано 22 листопада 2008 у Wayback Machine.] Симпатія журі в "Заповеднике сказок".
- «Вечные сюжеты» [Архівовано 5 березня 2012 у Wayback Machine.] Крапівіну присвячується...
- «Про Машу, Витю и волшебный терминал» [Архівовано 31 грудня 2009 у Wayback Machine.]. Третє місце в "Заповеднике сказок".
- «Правило серафимов» [Архівовано 26 травня 2010 у Wayback Machine.] Повість-фентезі для дорослих, надрукована в журналі «Фанданго» у 2009.[2]
- «С мечом и магией» [Архівовано 26 травня 2010 у Wayback Machine.] Невеликий огляд книг у жанрі фентезі.